# Deutscher Bertram
Der Deutsche Bertram (Anacyclus officinarum) war eine Pflanzenart aus der Familie der Korbblütler (Asteraceae). Er wurde etwa bis zum Wechsel vom 19. zum 20. Jahrhundert seiner Wurzel wegen als Heilpflanze kultiviert.

## Merkmale
Stängel meist einzeln, seltener mehrere, aufrecht, bis 25–30 cm hoch, einfach oder mit einem kleinen blattachselständigen Ast, stielrund oder undeutlich kantig; Stängel und Äste waren einköpfig, gestreift, bläulich-grün, im unteren Teil sehr vereinzelt, oben unter den Körbchen gedrängt mit weißen Haaren besetzt. Blätter zerstreut, etwas haarig, bläulich grün. Basalblätter meist rosettenförmig, langgestielt, die übrigen nach oben allmählich kürzer gestielt bis sitzend, im Umriss länglich verkehrt-eiförmig bis länglich, doppelt fiederteilig mit ungeteilten 2–3 spaltigen Abschnitten und lineallanzettlichen bis linealischen, weißstachelspitzigen Zipfeln. Blattspindel oberseits flach, unterseits gewölbt, nach oben verschmälert, am Grunde rinnenförmig, halbstängelumfassend und am Stängel herablaufend. Blütenkörbchen auf Stängel und Ästen einzeln, aufrecht, sehr reichblütig, die stängelständigen größer, bis 4 cm breit, kurz und ziemlich dick gestielt. Hüllkelch zuerst halbkugelrund, gegen die Reife flach, ziegeldachförmig: Schuppen am Rande hautartig durchscheinend. Blumen: die zusammengesetzte gestrahlt, die zitronengelben Röhrenblüten zwittrig, vielzählig; die weiblichen mit zehn bis zwanzig weißen Zungen, die unterseits purpurrot gestreift sind.
Wurzel einjährig, senkrecht, 6–12 cm lang und 5 mm dick, sich gegen die Spitze verdünnend, hin und wieder Äste oder Wurzelfasern hervortreibend; geruchlos aber brennend scharf. Die getrocknete Deutsche Bertramwurzel unterschied sich von der Römischen Bertramwurzel durch ihre geringere Größe und Dicke, durch Längs- statt Querrunzeln und einen braunen statt gelben Holzkörper.
Die Blütezeit war von Juni bis August.

## Verbreitung und Standortansprüche
Der Deutsche Bertram wurde in Thüringen, in der Umgebung von Magdeburg, im Vogtland sowie im Harz und in Böhmen angebaut. Er gedieh am besten auf lehmigen Sandböden.

## Botanische Geschichte
Ab der Mitte des 16. Jahrhunderts wurde in Deutschland eine Bertram-Art angebaut.
Der Deutsche Bertram war entweder ein einjähriger Abkömmling des Mehrjährigen oder Römischen Bertrams (Anacyclus pyrethrum) oder es handelte sich um einen Kultivar, der aus einer Kreuzung von Anacyclus pyrethrum und verwandten Arten wie Gelber Bertram (Anacyclus radiatus) oder Keulen-Bertram (Anacyclus clavatus) entstanden ist. Der Botaniker Friedrich Gottlob Hayne machte 1825 auf die deutlichen Unterschiede der verschiedenen Pflanzen, die als Anacyclus pyrethrum DC. bzw. Anthemis pyrethrum Desf. benannt wurden, aufmerksam und beschrieb die in Deutschland angebaute Pflanze als Anacyclus officinarum. Sie wurde nur sporadisch und manchmal aus Furcht vor Konkurrenz sogar heimlich gezogen. Auch in Botanischen Gärten und Herbarien war sie nur selten vertreten. Schon 1888 soll nur noch ein einziger Bauer bei Magdeburg die Pflanze gezogen haben. Nach Beendigung des Feldanbaus konnte man keine lebenden Pflanzen oder Saatgut mehr auffinden. In Botanischen Gärten ist die Art verloren gegangen, weil sie zeitweilig mit der Hohen Hundskamille (Cota altissima, Syn.: Anthemis altissima) verwechselt worden war. Allerdings gelang es, Exemplare verwandter Arten, die eine phänotypische Ähnlichkeit mit der ausgestorbenen Pflanze haben, für eine Zucht zu Anschauungszwecken zu selektieren.

## Verwendung
Die Wurzel des Deutschen Bertram, der lateinisch-pharmazeutisch als Pyrethrum bezeichnet wird, wurde in der Volksmedizin als Tinktur gegen Zahnschmerzen, Munderkrankungen, Zungenlähmung und Einreibung bei Kältegefühlen, Krämpfen, Lähmungen und Ischias angewandt. Sie war als Radix Pyrethri germanici offizinell. Allerdings wurde unter dem Namen Radix Pyrethri sowohl diese Art wie auch die Wurzel von Anacyclus pyrethrum angeboten, so dass der Name nicht eindeutig ist.

## Bilder

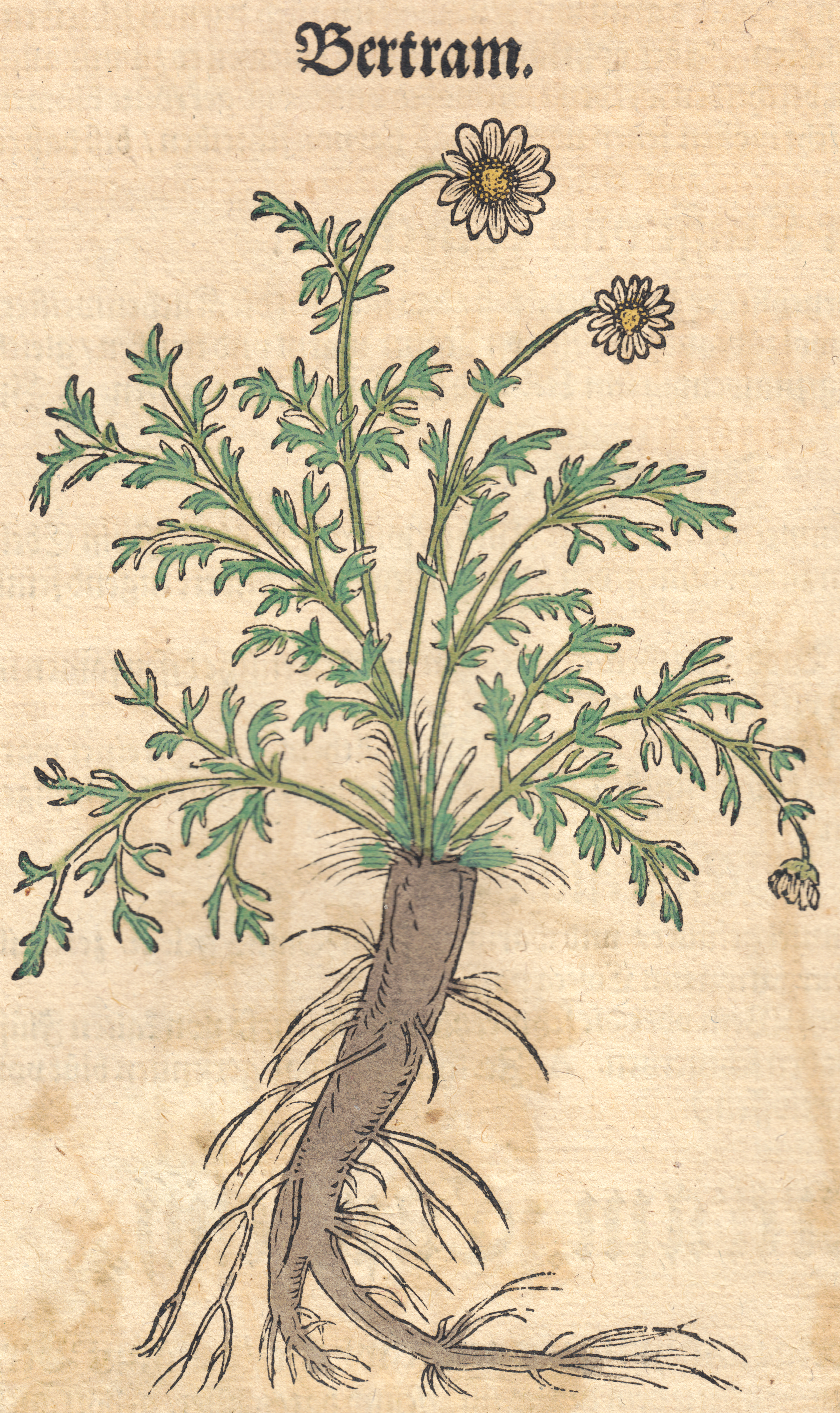
Bertram (Anacyclus-Art). Abbildung in: Hieronymus Bock. Kräuterbuch. Ausgabe Straßburg 1546

## Belege
- Gottlieb Wilhelm Bischoff. Medicinisch-pharmaceutische Botanik. Enke, Erlangen 1843, S. 465 Universitätsbibliothek Düsseldorf Digitalisat
- Hagers Handbuch der pharmazeutischen Praxis.
  - Berlin 1876, Band II, S. 774: Pyrethrum Universitätsbibliothek Düsseldorf Digitalisat
  - Berlin 1900, Band II, S. 702: Pyrethrum Universitätsbibliothek Düsseldorf Digitalisat
- Karl Hammer. Resolving the challenge posed by agrobiodiversity and plant genetic resources - an attempt. Beiheft Nr. 76 zu Journal of Agriculture and Rural Development in the Tropics and Subtropics. University press, Kassel 2003. S. 46: Anacyclus officinarum Uni Kassel pdf
- Friedrich Gottlob Hayne, Joh. Fr. Brandt. Darstellung und Beschreibung der Arzneygewächse welche in die neue Preussische Pharmacopöe aufgenommen sind nach natürlichen Familien geordnet und erläutert. Band 9, Ambroius Abel, Leipzig 1825, No. 46: Anacyclus officinarum. Text Universitätsbibliothek Düsseldorf, 2. Auflage 1856, Digitalisat Abbildung Universitätsbibliothek Düsseldorf, 2. Auflage 1856, Digitalisat
- Christopher John Humphries 1979. A Revision of the genus Anacyclus L. Bulletin of the British Museum (Natural History), Botany series Vol 7 No 3. London.
- Köhler’s Medizinal-Pflanzen. Band II, Gera 1887, No 112: Anacyclus officinarum und Anacyclus pyrethrum Biodiversity Heritage Library Digitalisat
- Vincenz Franz Kosteletzky. Allgemeine medizinisch-pharmazeutische Flora. Mannheim 1831, Band II, S. 681 Bayerische Staatsbibliothek Digitalisat
- Theodor Friedrich Ludwig Nees von Esenbeck und Karl Heinrich Ebermaier. Handbuch der Medicinisch-pharmaceutischen Botanik. Arnz & Comp., Düsseldorf 1831, Band II, S. 764: Anacyclus officinarum Bayerische Staatsbibliothek Digitalisat
- Karl Sigismund Kunth: Methodische Aufführung und Beschreibung aller in der Pharmacopea borussica erwähnten officinellen Gewächse.
- Gerhard Wagenitz: Botanische Notizen. Ärgerliches und Lustiges von Pflanzennamen. Gärtnerisch-Botanischer Brief Nr. 199 (2015/2), S. 54–56. Frankfurt a. M.